# William Freeman Vilas
Pour les articles homonymes, voir Vilas.
William Freeman Vilas, né le 9 juillet 1840 à Chelsea (Vermont) et mort le 27 août 1908 à Madison (Wisconsin) (Géorgie), est un homme politique américain. Membre du Parti démocrate, il est Postmaster General des États-Unis entre 1885 et 1888 puis secrétaire à l'Intérieur entre 1888 et 1889 dans la première administration du président Grover Cleveland et sénateur du Wisconsin entre 1891 et 1897. 

## Biographie

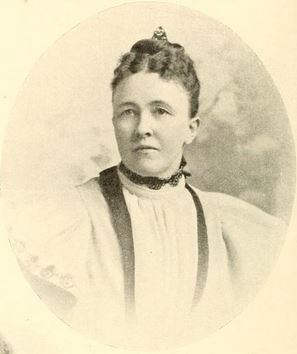
Anna M. Fox, son épouse.

Il a été membre de l'Assemblée de l'État du Wisconsin.

## Sources
- (en) Cet article est partiellement ou en totalité issu de l’article de Wikipédia en anglais intitulé « William Freeman Vilas » (voir la liste des auteurs).